# Боротьба на літніх Олімпійських іграх 1972
Змагання з боротьби на Олімпійських іграх 1972 в Мюнхені проходили з 27 серпня до 10 вересня в «Ringer-Judo-Halle», де також проходили змагання із дзюдо. Це була одна з 20 будівель, що входили до складу комплексу «Messegelände», де проходили численні змагання з різних видів спорту в 1972 році. Але «Ringer-Judo-Halle» був єдиною будівлею, створеною для Олімпійських ігор 1972 року.
Змагання поділялися на дві дисципліни, вільну і греко-римську боротьбу, які в свою чергу поділялися на десять вагових категорій. Програма боротьби розширилася в 1972 році порівняно із попередніми іграми на дві вагові категорії в кожному із стилів. Таким чином, розігрувалося 20 комплектів нагород, або 60 медалей. Змагалися лише чоловіки. Найбільше медалей здобув Радянський Союз — 14, випередивши на 6 пунктів Болгарію, яка здобула 8 медалей. За кількістю золотих нагород також лідирував СРСР. Він здобув загалом 9 золотих медалей, проти 3 у найближчих суперників США.

## Медалісти

### Греко-римська боротьба
| Категорія    | Золото                          | Срібло                               | Бронза                       |
| ------------ | ------------------------------- | ------------------------------------ | ---------------------------- |
| До 48 кг     | Георге Берчану · Румунія        | Рахім Аліабаді · Іран                | Стефан Ангелов · Болгарія    |
| До 52 кг     | Петар Киров · Болгарія          | Коїтіро Хіраяма · Японія             | Джузеппе Боньянні · Італія   |
| До 57 кг     | Рустем Казаков · СРСР           | Ганс-Юрген Вейль · Західна Німеччина | Рісто Бьйорлін · Фінляндія   |
| До 62 кг     | Георгій Мирков · Болгарія       | Гайнц-Гельмут Велінг · НДР           | Казимеж Липень · Польща      |
| До 68 кг     | Шаміль Хисамутдинов · СРСР      | Стоян Апостолов · Болгарія           | Джан Маттео Ранці · Італія   |
| До 74 кг     | Вітезслав Маха · Чехословаччина | Петрос Галактопулос · Греція         | Ян Карлссон · Швеція         |
| До 82 кг     | Чаба Хегедюш · Угорщина         | Анатолій Назаренко · СРСР            | Мілан Ненадич · Югославія    |
| До 90 кг     | Валерій Резанцев · СРСР         | Йосип Чорак · Югославія              | Чеслав Квециньський · Польща |
| До 100 кг    | Ніколае Мартинеску · Румунія    | Микола Яковенко · СРСР               | Ференц Кішш · Угорщина       |
| Понад 100 кг | Анатолій Рощин · СРСР           | Александр Томов · Болгарія           | Віктор Долипський · Румунія  |

### Вільна боротьба
| Категорія    | Золото                    | Срібло                         | Бронза                           |
| ------------ | ------------------------- | ------------------------------ | -------------------------------- |
| До 48 кг     | Роман Дмитрієв · СРСР     | Огнян Ніколов · Болгарія       | Ебрахім Джаваді · Іран           |
| До 52 кг     | Кійомі Като · Японія      | Арсен Алахвердієв · СРСР       | Кім Гван Хьон · КНДР             |
| До 57 кг     | Хідеакі Янагіда · Японія  | Річард Сандерс · США           | Ласло Клінга · Угорщина          |
| До 62 кг     | Загалав Абдулбеков · СРСР | Вехбі Акдаг · Туреччина        | Іван Кристев · Болгарія          |
| До 68 кг     | Ден Гейбл · США           | Кікуо Вада · Японія            | Руслан Ашуралієв · СРСР          |
| До 74 кг     | Вейн Веллс · США          | Ян Карлссон · Швеція           | Адольф Зегер · Західна Німеччина |
| До 82 кг     | Леван Тедіашвілі · СРСР   | Джон Петерсон · США            | Василе Йорга · Румунія           |
| До 90 кг     | Бенджамін Петерсон · США  | Геннадій Страхов · СРСР        | Карой Байко · Угорщина           |
| До 100 кг    | Іван Яригін · СРСР        | Хорлоогійн Баянмунх · Монголія | Йожеф Чатарі · Угорщина          |
| Понад 100 кг | Олександр Медведь · СРСР  | Осман Дуралієв · Болгарія      | Кріс Тейлор · США                |

## Медальний залік
| Місце | Країна               | Золото | Срібло | Бронза | Загалом |
| ----- | -------------------- | ------ | ------ | ------ | ------- |
| 1     | СРСР (URS)           | 9      | 4      | 1      | 14      |
| 2     | США (USA)            | 3      | 2      | 1      | 6       |
| 3     | Болгарія (BUL)       | 2      | 4      | 2      | 8       |
| 4     | Японія (JPN)         | 2      | 2      | 0      | 4       |
| 5     | Румунія (ROU)        | 2      | 0      | 2      | 4       |
| 6     | Угорщина (HUN)       | 1      | 0      | 4      | 5       |
| 7     | Чехословаччина (TCH) | 1      | 0      | 0      | 1       |
| 8     | Іран (IRI)           | 0      | 1      | 1      | 2       |
| 8     | Швеція (SWE)         | 0      | 1      | 1      | 2       |
| 8     | ФРН (FRG)            | 0      | 1      | 1      | 2       |
| 8     | Югославія (YUG)      | 0      | 1      | 1      | 2       |
| 12    | НДР (GDR)            | 0      | 1      | 0      | 1       |
| 12    | Греція (GRE)         | 0      | 1      | 0      | 1       |
| 12    | Монголія (MGL)       | 0      | 1      | 0      | 1       |
| 12    | Туреччина (TUR)      | 0      | 1      | 0      | 1       |
| 16    | Італія (ITA)         | 0      | 0      | 2      | 2       |
| 16    | Польща (POL)         | 0      | 0      | 2      | 2       |
| 18    | Фінляндія (FIN)      | 0      | 0      | 1      | 1       |
| 18    | Північна Корея (PRK) | 0      | 0      | 1      | 1       |

### Учасники
- Австралія — 3
- Австрія — 4
- Аргентина — 3
- Афганістан — 8
- Бельгія — 2
- Болгарія — 20
- Велика Британія — 6
- Гватемала — 4
- Греція — 9
- Данія — 3
- Єгипет — 4
- Ізраїль — 2
- Індія — 8
- Іран — 14
- Італія — 7
- Канада — 9
- Республіка Китай — 1
- Куба — 7
- Ліван — 2
- Марокко — 3
- Мексика — 9
- Монголія — 13
- НДР — 17
- Нідерланди — 1
- Нова Зеландія — 1
- Норвегія — 5
- Пакистан — 2
- Панама — 2
- Перу — 4
- Південна Корея — 4
- КНДР — 2
- Польща — 18
- Португалія — 3
- Румунія — 20
- Сенегал — 4
- Сирія — 2
- СРСР — 20
- США — 19
- Туніс — 2
- Туреччина — 16
- Угорщина — 18
- Філіппіни — 3
- Фінляндія — 10
- Франція — 5
- Західна Німеччина — 17
- Чехословаччина — 10
- Швейцарія — 9
- Швеція — 7
- Югославія — 10
- Японія — 20[1]